# کوه کمور
کوه کمور (به لاتین: Kamor) یک کوه در سوئیس است که در کانتون اپنزل اینرهودن واقع شده‌است. کوه کمور ۱٬۷۵۱ متر بالاتر از سطح دریا واقع شده‌است.